# Martin Konečný (gymnasta)
Martin Konečný (* 6. srpna 1984 Praha) je český sportovní gymnasta, dvojnásobný olympionik (Peking, Londýn), juniorský mistr (hrazda) a vicemistr (přeskok) Evropy, bronzový medailista ze seniorského mistrovství Evropy v roce 2006, držitel 10 titulů absolutního mistra ČR.

## Sportovní kariéra
Ve čtyřech letech začal hrát Martin Konečný lední hokej, ale po zhlédnutí filmové komedie Šest medvědů s Cibulkou, kde ho uchvátily veletoče na hrazdě, se začal věnovat sportovní gymnastice. Půl roku byl jeho trenérem Miloslav Netušil z TJ Vojenské stavby a po jeho odjezdu do zahraničí se Konečného vedení ujala trenérská dvojice Otava, Skalák. Od šesti let byl jeho jediným trenérem Oldřich Otava. Gymnastickým vzorem Martina Konečného je ruský gymnasta Alexej Němov.
V roce 2005 vytvořil světový rekord v počtu tzv. tkačevových přeletů na hrazdě.
V roce 2008 se zúčastnil letních olympijských her v Pekingu a v roce 2012 letních olympijských her v Londýně, téhož roku také v Praze založil pod názvem GYMPRA vlastní gymnastickou akademii. V GYMPRA spolu s Anetou Moryskovou trénuje mladé nadějné gymnasty, např. Jana Hejnala. Konečný působil sedm let v německé Bundeslize, kde hájil barvy Bayernu Mnichov. Jako jediný český gymnasta hostoval ve francouzské lize v klubu Schiltigheim. V roce 2015 působil jako člen světové gymnastické show (showproject.de). S tímto vystoupením se dostal do finále soutěže Das Supertalent.